# De Cock en de onzichtbare moordenaar
De Cock en de onzichtbare moordenaar is het eenenzeventigste deel van de Nederlandse detectiveserie De Cock. De auteur Peter Römer bewerkte het script van de gelijknamige dubbele televisieaflevering tot dit boek nummer 71. 
Hij handhaafde het formaat van de voorafgaande 70 boekjes. Het verhaal werd aangepast door het wegschrijven van Vera Prins, Ab Keizer en Iris de Graaff, die alleen op de beeldbuis te zien waren. De explosie in het café van Smalle Lowietje en het vertrek van dokter Den Koninghe blijft ook achterwege. De sfeer van boek en de televisieafleveringen zijn echter volledig overlappend, waarbij de details veel moesten afwijken.
Hoewel er na dit deel nog nieuwe boeken over rechercheur De Cock zijn verschenen, was dit chronologisch bezien zijn laatste optreden. De gouden erepenning voor commissaris Buitendam was tevens het einde van de loopbaan van zijn beste rechercheur.

## Personages
- Rechercheur De Cock, een rechercheur uit de Warmoesstraat
- Dick Vledder, zijn assistent
- Jan Rozenbrand, een wachtcommandant
- Commissaris Buitendam, hoofd van het district

## Verhaal
Rechercheur De Cock van het politiebureau Warmoesstraat is met echtgenote een lang weekend neergestreken in een luxe hotel te Noordwijk (Zuid-Holland) met uitzicht op zee. Dit alles ter gelegenheid van hun 35-jarig huwelijk. In de krant leest hij dat de Nederlandse Staat een onbekend schilderij van Gerard ter Borch heeft aangekocht in de Verenigde Staten. Het schilderij Bruidje in de morgen is voor 16 miljoen euro aangekocht voor het Rijksmuseum. In de lounge komt De Cock toevallig een oude bekende tegen uit Amsterdam, Wim de Jongh, die hem een glas cognac aanbiedt. Omdat zijn vrouw een kleine galerie aan de Bloemgracht heeft, is hij de laatste jaren in kunst gaan handelen. De laatste aanwinst van het Rijksmuseum is aangeschaft na advies van professor Van Deijssel, met wie Wim ook zaken doet.
De volgende morgen wordt De Jongh dood aangetroffen, hij is van het balkon naar beneden gesprongen. Dit was nadat hij fors verloren had in het casino. Als in Amsterdam professor van Deijssel plotseling sterft, doordat hij van een trappetje valt, denkt De Cock aan een verband.
Wanneer De Cock op het hoofdkantoor komt wordt hij weggestuurd. Van zijn baas krijgt hij te horen dat hij moet stoppen met het onderzoek.

## Nawoord
Marian Olthoff
De redactiesecretaresse Marian Olthoff van de uitgeverij De Fontein. (Een echte politieman.)
Ze heeft zelf nooit beseft dat Appie Baantjer echt decennialang een rechercheur van vlees en bloed was van het bureau Warmoesstraat. Lijken, keiharde verhoren, en de roze buurt. Ze zag slechts een man die twee keer jaar een manuscript kwam inleveren, waarin zij dan de komma’s anders ging zetten. De formule ging met De Cock aan de haal en hij werd de bekendste rechercheur van het land. Zeventig keer heeft Appie Baantjer zijn Baantjer-manuscript ingeleverd. Op zijn schrijfmachine die later elektrisch werd en als laatste de op de computer.
Piet Römer
De acteur die De Cock zijn driedimensionale gestalte gaf op de beeldbuis. Op een ochtend vroeg de firma Endemol Piet Römer voor dertien afleveringen Baantjer. Het werden twaalf jaren. Het heeft zijn leven op een leuke wijze veranderd.